# Skattehemvist
Skattehemvist eller skatterättsligt hemvist avser det land, där man bor stadigvarande, betalar skatt och deklarerar sin inkomst; vanligen där man bor eller arbetar. Gäller ej för tillfälliga emigranter.
Det skatterättliga hemvistet är inte nödvändigtvis detsamma som den plats där man är folkbokförd. Enligt svenska skatteregler kan man anses bosatt i Sverige skatterättsligt, och således betala skatt i Sverige, trots att man har flyttat utomlands. Andra länder i EU har liknande regler.